# Escuela Nacional de Antropología e Historia
La Escuela Nacional de Antropología e Historia (ENAH)  es la escuela superior  del Instituto Nacional de Antropología e Historia (INAH). Imparte programas de licenciatura y posgrado en historia, así como en las seis disciplinas antropológicas:  antropología física, antropología social, arqueología, etnología, , etnohistoria y lingüística. 
Se encuentra ubicada en la Alcaldía de Tlalpan, al costado este del basamento piramidal de la zona arqueológica de Cuicuilco, al sur de la Ciudad de México.

## Historia
Fundada originalmente en 1938 como Departamento de Antropología Biológica en la Escuela Nacional de Ciencias Biológicas del Instituto Politécnico Nacional (IPN) con el propósito de contar una carrera que se ocupara del hombre y su cultura. Por su parte, la Facultad de Filosofía y Letras de la Universidad Nacional Autónoma de México (UNAM) impartía las cátedras de arqueología y de filología dentro de sus planes.
Por decreto presidencial del 3 de febrero de 1939, se fundó el Instituto Nacional de Antropología e Historia (INAH), para resolver los problemas de las etnias mexicanas, investigar y cuidar el Patrimonio Arqueológico e Histórico de México, y el entonces presidente de la República, Gral. Lázaro Cárdenas, le fijó a la escuela la meta de preparar científicos que requiriera el naciente instituto.
En el Museo Nacional, que para esas fechas se encontraba en la calle de Moneda número 13, desde principios de siglo se habían estado impartiendo clases de historia de México, arqueología, lenguas indígenas y etnología, dependía de la Secretaría de Educación Pública (SEP) y tenía prestigio internacional:

Hubo un acuerdo entre todas las instituciones para formar una sola escuela de antropología y el Politécnico cedió toda la carrera que ya tenía organizada; la UNAM, sus cátedras y catedráticos, y en el Museo se formó dicho plantel. De esa manera en los cuatro salones que están en la arquería oeste del vetusto edificio funcionó, ofreciendo cuatro especialidades: arqueología, antropología física, lingüística y etnología.

En 1942, por iniciativa del primer director del Instituto, el doctor Alfonso Caso, el Departamento de Antropología se incorporó al recién formado INAH, donde tomó el nombre Escuela Nacional de Antropología. A partir de este acontecimiento se le confirió al INAH la responsabilidad de impartir la enseñanza de antropología y, mediante el acuerdo de la SEP y el convenio con El Colegio de México, se incorporó a la escuela la enseñanza de la historia en 1946, para efectos de dicho convenio, se modifica su nombre al que ahora lleva, Escuela Nacional de Antropología e Historia.

Innovando en la educación superior del país, se estableció en la ENAH una organización semestral de la docencia y la obligatoriedad de las prácticas de campo, así como la exigencia a los estudiantes de dominar dos idiomas extranjeros para graduarse, ya que la bibliografía disponible en español era escasa.

Durante casi la mitad de su vida, la ENAH orientó la formación de sus estudiantes de manera integral, capacitándolos para ser capaces de usar el conocimiento diacrónico y sincrónico obtenido por todas las disciplinas antropológicas: la antropología física, la lingüística, la arqueología, la etnología y la antropología social. Posteriormente, las citadas disciplinas se independizaron.
Desde que fue fundada, la Escuela ha ocupado distintos edificios para desarrollar sus labores. En 1942 se localizó a un costado del Palacio Nacional de México, en el edificio de la antigua Casa de Moneda, actualmente ese edificio colonial alberga al Museo Nacional de las Culturas. Diecisiete años después (en 1958), la ENAH fue reubicada al edificio de Mayorazgo de Guerrero, en Moneda n.º 16, frente a su antigua sede. De ahí se traslada, en 1964, al recién estrenado Museo Nacional de Antropología, en el bosque de Chapultepec. Finalmente, en 1979, la ENAH fue ubicada en su actual espacio, en la zona arqueológica de Cuicuilco, a un lado de la pirámide más antigua de América.
La ENAH también ha sido un lugar propicio para el desarrollo del pensamiento crítico y la formulación de propuestas vanguardistas. Desde finales de la década de los 1960, contribuyó de manera muy destacada a poner en entredicho tanto modelos teóricos, como prácticas y posturas políticas que involucraban al quehacer de los antropólogos. Por solo mencionar algunos de los más relevantes, me refiero al indigenismo integracionista, la arqueología centrada en la reconstrucción de grandes monumentos y la castellanización forzosa de los niños de origen indoamericano. Esto, definitivamente, trajo como consecuencia el distanciamiento de una parte significativa de los antropólogos mexicanos de la clase política y las instituciones emanadas de la Revolución Mexicana, como fue el caso del Instituto Nacional Indigenista. Esto favoreció que los egresados de nuestra Escuela ampliaran sus miras y comenzaran a explorar nuevos horizontes laborales y de incidencia social, como las Organizaciones No Gubernamentales, los centros de defensa de los derechos humanos, la educación comunitaria, la producción de materiales multimedia, el peritaje en materia cultural y lingüística, la investigación forense y, más recientemente, las consultorías para instancias públicas y privadas.
En 1969, La Facultad de Filosofía y Letras de la UNAM, modifica sus planes y programas de estudios, haciendo incompatibles los cursos que impartía la ENAH, tras una negociación, la Universidad Nacional, notifica a la dirección de la Escuela, la cancelación del convenio, perdiendo así la enseñanza de la historia. Fue a finales de los años 70, donde un grupo de profesores de Antropología Social entre los que se encontraban el Dr. Guy Rozat Dupeyron, el Dr. Ricardo Melgar Bao y Rolando Javier González Arias propusieron al entonces director Gastón García Cantú la formación de nuevo, de la Licenciatura en Historia de la ENAH. Aprobado el plan de estudios, fue creada la carrera para iniciar en 1980 durante la administración de Mercedes Olivera. A lo largo de sus primeros 40 años, la carrera de Historia se ha consolidado como un pilar en el análisis historiográfico y en la historia del tiempo presente y la historia inmediata. En el estudio de las sociedades industriales contemporáneas.
En 1990 fue inaugurada la Unidad Chihuahua que junto con la Unidad de Sistema Abierto Oaxaca, implicaron un esfuerzo institucional por descentralizar su quehacer formativo. Más tarde, en el 2011 la ENAH Chihuahua cambió de nombre a Escuela de Antropología e Historia del Norte de México.
A lo largo de su historia, la ENAH se ha caracterizado por el desarrollo de una tradición científica antropológica muy vinculada y comprometida con el movimiento social en México y América Latina, ejemplos de esto, son la participación de sus alumnos y maestros en el diseño y desarrollo de políticas sociales y culturales del México posrevolucionario durante las décadas de los 40, 50 y 60, en particular en la puesta en marcha y crítica del indigenismo y en la creación del Museo Nacional de Antropología.
La participación de alumnos, maestros y trabajadores de la ENAH durante el movimiento estudiantil de 1968 marcó de manera muy importante su desarrollo posterior y contextualiza su solidaridad y apoyo a los movimientos revolucionarios en Centroamérica durante los años 70 y 80; el haber sido sede del Congreso Nacional Indígena de 1997; convocar y organizar el Encuentro Nacional en Defensa del Patrimonio Cultural en alianza con el EZLN durante 1999; el que en el año 2001 la ENAH fuera la sede del CCRI-Comandancia General del EZLN al final de la Marcha del Color de la Tierra; y en general el enorme acervo acumulado de conocimiento sobre las historias, lenguas y culturas de los pueblos originarios, el campesinado, las culturas populares; la arqueología de Mesoamérica, Aridoamérica y Oasisamérica; el manejo social del patrimonio cultural tangible e intangible; la investigación sociológica, económica, educativa y cultural sobre la cuestión nacional principalmente en América Latina; la investigación sobre aspectos arqueológicos, etnobotánicos y terapéuticos de la medicina tradicional de los pueblos de México; que han sido las temáticas principales trabajadas por los alumnos e investigadores vinculados a la ENAH y que representan un muy importante e imprescindible acervo sobre la cultura en México y el desarrollo de las ciencias antropológicas en América Latina.

## Carreras Profesionales
La ENAH forma especialistas capaces de realizar investigaciones en las diversas disciplinas antropológicas y la historia, en diálogo dinámico con las nuevas teorías y metodologías científicas, así como con los grandes problemas nacionales.
Su División de Licenciaturas imparte seis disciplinas antropológicas (Antropología Social, Antropología Física, Arqueología, Etnología, Etnohistoria y Lingüística) y la Historia. En ella los estudiantes se forman con un plan de estudio que cambia de acuerdo a las necesidades de la sociedad; para lograr una mayor formación, los alumnos utilizan laboratorios en donde se aprenden técnicas fundamentales de sus disciplinas, para que, posteriormente puedan aplicarlas en las prácticas de campo; con el fin de analizar y se hagan propuestas con la idea de dar soluciones a los problemas nacionales así mismo para contribuir en la generación de nuevos saberes científicos.
Los egresados trabajan en la docencia, la investigación, el trabajo de laboratorios especializados, el trabajo con colecciones, organización de archivos y trabajo de creación en museos;: la divulgación del conocimiento científico en materia de antropología e historia; la preservación de obras de alto valor histórico y cultural, así como, en la elaboración y conducción de políticas públicas en materia social, cultural e histórica.

#### Estudios de Grado
La ENAH imparte siete Licenciaturas:
- Licenciatura en Antropología Social
- Licenciatura en Antropología Física
- Licenciatura en Arqueología
- Licenciatura en Etnología
- Licenciatura en Etnohistoria
- Licenciatura en Lingüística
- Licenciatura en Historia

#### Estudios de Posgrado
La ENAH imparte también estudios de Posgrado:
Los orígenes de la actual División de Posgrado se remontan a 1980 cuando se fundó la Maestría en Lingüística. Los estudios de Posgrado en la ENAH han crecido y se han diversificado, hoy en día se cuenta con cinco Posgrados que ofrecen el nivel maestría y el nivel doctoral en las especialidades de Antropología Social, Antropología Física, Arqueología/Estudios Arqueológicos, Lingüística (antes Ciencias del Lenguaje) e Historia y Etnohistoria. En 2016 se creó el posgrado en Ciencias Antropológicas como el primer programa interdisciplinario en el área, para "que puedan llevar a cabo un diálogo inter y multidisciplinar al realizar trabajo de campo etnográfico, de fuentes documentales o de tradición oral, y en la organización y análisis de datos cualitativos y cuantitativos"  casi todos los programas de la División de Posgrado se encuentra actualmente en el Sistema Nacional de Posgrados (SNP), anteriormente llamado Programa Nacional de Posgrado de Calidad (PNPC) del Consejo Nacional de Humanidades Ciencias y Tecnologías (CONAHCyT).
Todos los programas de la División de Posgrado se caracterizan por el eje fundamental de la formación de los estudiantes a través de la investigación, bajo la tutoría y asesoría de profesores de tiempo completo especializados y en el marco de las líneas de generación y aplicación del conocimiento.
La comunidad científica de la ENAH, y en particular de la División de Posgrado, se han caracterizado por realizar investigación básica y aplicada; asimismo, se ha mantenido su tradición académica de combinar las discusiones teórico metodológicas y temáticas de frontera con las prácticas de campo.
Maestrías y Doctorado en:
- Antropología Social
- Antropología física
- Arqueología
- Lingüística (antes Ciencias del Lenguaje), sólo a nivel Maestría.
- Historia y Etnohistoria
- Antropología|Ciencias Antropológicas

Inscritos al Sistema Nacional de Posgrados (SNP), llamado hasta el 2022 Programa Nacional de Posgrados de Calidad (PNPC) del Consejo Nacional de Humanidades, Ciencias y Tecnologías (CONAHCYT).
La ENAH imparte la especialidad en Antropología Forense en respuesta a la creciente demanda de profesionales en esta disciplina en México, en un contexto caracterizado por la crisis forense que afecta al país. Esta especialidad surgió a partir de un Proyecto de Investigación Formativa Forense iniciado en la institución en 1999, con el objetivo de integrar los principios fundamentales de la antropología con la aplicación técnica en contextos forenses. 
La especialidad en antropología forense de la ENAH proporciona a los estudiantes una formación integral que abarca áreas como anatomía, osteología, genética forense y criminalística. Su enfoque es capacitar a los graduados para abordar con éxito los desafíos complejos relacionados con la identificación forense. 
Además, a través del Departamento Continuo, la ENAH ha ofrecido tres ediciones del Diplomado de Antropología Forense, en el que cuenta con el respaldo y la asesoría del Comité Internacional de la Cruz Roja (CICR). Este programa tiene como objetivo principal proporcionar a los antropólogos forenses una sólida base de conocimientos y prácticas actualizadas, permitiéndoles contribuir de manera efectiva a la resolución de casos en el ámbito forense.

## Biblioteca 'Guillermo Bonfil Batalla'
El acervo documental de la biblioteca cuenta con más de 100,000 títulos especializados en antropología e historia, incluyendo materiales como folletos, censos, revistas, atlas, mapas, tesis y códices. El acervo general está disponible en estantería abierta, mientras que los fondos y colecciones especiales en comodato se consultan en estantería cerrada. Entre sus acervos destacados se encuentran:
El Archivo Histórico es una colección dedicada a preservar y organizar los documentos generados por el ejercicio de la antropología en México  así como la memoria documental de la ENAH.
El Fondo reservado alberga materiales documentales anteriores a 1950, incluyendo códices y fascímiles de códices.
La Mapoteca contiene más de 10,600 cartas topográficas y temáticas de todo el país. Planos fotografías aéreas, mapas de distribución de las lenguas indígenas y en relieve. El material de la mapoteca fue proporcionado por el INEGI, la UNAM y el Gobierno de la Ciudad de México.
El Fondo José Toribio Medina consiste en el acervo bibliográfico del Instituto Panamericano de Geografía e Historia (IPGH) cuenta con materiales que van desde el siglo XVI hasta el XX.
El Archivo Historia de las Religiones y los Movimientos Sociales en México: concentra los fondos documentales de instituciones no gubernamentales, como el Centro Nacional de la Comunicación Social (CENCOS), el Centro de Estudios Ecuménicos (CEE), el Secretariado Interamericano Cristiano de Solidaridad con América Latina (SICSAL).

## Relaciones institucionales y afiliaciones
La Escuela Nacional de Antropología fue la primera escuela del INAH, y en la actualidad es uno de los tres centros de estudios superiores pertenecientes al mismo Instituto Nacional de Antropología e Historia (INAH), siendo los otros dos: la Escuela Nacional de Conservación, Restauración y Museografía “Manuel del Castillo Negrete”, enfocada a la protección, investigación y difusión del patrimonio cultural, ubicada en Coyoacán,  Ciudad de México; y la Escuela de Antropología e Historia del Norte de México, enfocada en los estudios antropológicos y la historia en el norte de México, con ubicación en la ciudad de Chihuahua.

## Egresados notables
Doce egresados de la ENAH han obtenido el Premio Nacional de Ciencias y Artes (máxima distinción que puede recibir un científico social en México): Santiago Genovés Tarazaga (1962), Ignacio Bernal y García Pimentel (1969), Pablo González Casanova (1984), Román Piña Chan (1994), Rodolfo Stavenhagen (1994), Eduardo Matos Moctezuma (2007), Margarita Nolasco Armas (2008), Roger Bartra Murià (2013), Antonio García de León Griego (2015), Salomón Nahmad (2018), Teresa Rojas Rabiela (2024) y Leonardo López Luján (2024). Otros premios nacionales que no han egresado de la ENAH, pero que han impartido cátedra en la institución son Mercedes de la Garza (2017) y Alfredo López Austin (2020).
Entre numerosos egresados de la ENAH destacan:
Beatriz Barba Ahuatzin: Nació en Ciudad de México el 16 de septiembre de 1928. Profesora de educación primaria (1954) por la Escuela Nacional de Maestros, y posteriormente arqueóloga (1955) y etnóloga (1960) por la Escuela Nacional de Antropología e Historia. Asimismo, maestra (1982) y doctora (1984) en ciencias antropológicas por la Universidad Nacional Autónoma de México, intervino en las excavaciones arqueológicas en Tlapacoya, en Tlatilco, Estado de México, y en el Valle de Guadalupe, Jalisco; investigó las clases sociales en el Distrito Federal; participó en la planeación del Museo Nacional de Antropología, cuya sala de introducción fue diseñada por ella. Fundó y fue subdirectora del Museo Nacional de las Culturas del Mundo. Profesora-investigadora emérita del Instituto Nacional de Antropología e Historia, en 1986 estudiaba la problemática socioeconómica del pensamiento mágico en México. Falleció el 29 de enero de 2021.
Roger Bartra: Nació en la Ciudad de México en 1942, hijo de los escritores exiliados españoles Agustí Bartra y Anna Murià, quienes huyeron del franquismo después de la guerra civil española. Se formó como etnólogo en la Escuela Nacional de Antropología e Historia del Instituto Nacional de Antropología e Historia (INAH) de México y se doctoró como sociólogo en la Sorbona (Universidad de París). Roger Bartra es miembro del Instituto de Investigaciones Sociales en la Universidad Nacional Autónoma de México (UNAM) desde 1971 y desde 2004 es investigador emérito. Durante este tiempo ha desarrollado una obra de excepcional valor como científico social, como investigador y como ensayista. Su meritoria labor fue recompensada con el Premio Universidad Nacional en 1996, así como con el Homenaje Nacional de Periodismo Cultural “Fernando Benítez” en 2009 y su nombramiento como Investigador Emérito del Instituto de Investigaciones Sociales de la UNAM en 2004. En 2013 fue seleccionado ganador del Premio Nacional de Ciencias y Artes en el área de Historia, Ciencias Sociales y Filosofía que otorga anualmente la Secretaría de Educación Pública. La UNAM le otorgó el título de doctor honoris causa en 2015. El 2016 recibió el Premio Internacional Eulalio Ferrer en reconocimiento a su trayectoria de vida como humanista, líder e integrador.
Marta Lamas: Nació en Ciudad de México en 1947. Estudió etnología en la Escuela Nacional de Antropología e Historia, es maestra en Ciencias Antropológicas por la Universidad Nacional Autónoma de México y doctoranda en Antropología por el Instituto de Investigaciones Antropológicas de la UNAM. Ha dado clases en la propia ENAH, en la Facultad de Ciencias Políticas de la UNAM y  ha sido profesora del departamento de Ciencia Política del Instituto Tecnológico Autónomo de México, donde impartió la cátedra Género y Política. Investigadora del Programa Universitario de  Estudios  de Género, de su Comité Editorial y del de Antropología del Fondo de Cultura Económica. Directora, desde su fundación en 1990, de la revista Debate Feminista, un journal independiente  de crítica cultural y política. Sus  libros más recientes son: Feminismo: transmisiones y retransmisiones. Ed. Taurus, México, 2006 y Miradas feministas sobre las mexicanas del siglo XX, FCE, México 2007, del cual es compiladora y autora de uno de los ensayos. Principal figura crítica de los movimientos feministas en México. 
Leonardo López Luján: Nació en Ciudad de México el 31 de marzo de 1964. Es arqueólogo por la ENAH, doctor en la misma materia por la Universidad de París Nanterre y doctor honoris causa en filosofía por la Universidad de Copenhague. Sus investigaciones se centran en los aspectos políticos, religiosos y artísticos de las sociedades prehispánicas del centro de México. Ha participado en proyectos en diversas entidades del país como Campeche, Chiapas, Ciudad de México, Guanajuato, Estado de México, Morelos y Quintana Roo. De prolífica labor profesional, de 2003 a 2005 Leonardo López Luján fue secretario general de la Sociedad Mexicana de Antropología. Hoy día es nivel III del Sistema Nacional de Investigadores, miembro de la Academia Mexicana de Ciencias, la Academia Mexicana de la Historia y El Colegio Nacional, así como miembro corresponsal de la British Academy, la American Academy of Arts and Sciences, el Archaeological Institute of America, la Society of Antiquaries of London, la Real Academia de la Historia y la Académie des Inscriptions et Belles-Lettres. Se ha hecho acreedor a cuatro premios INAH, a tres del Comité Mexicano de Ciencias Históricas y al premio de la Academia Mexicana de Ciencias. Ganó en 2000 la Beca Guggenheim, en 2005 la Beca Dumbarton Oaks (Harvard University), en 2013 la Beca del Institut d'Études Avancés de Paris y en 2015 el Shanghai Archaeology Forum Research Award por sus estudios arqueológicos e históricos en Tenochtitlan al frente del Proyecto Templo Mayor desde 1991.
'Linda Rosa Manzanilla Naim': Nació en Nueva York, 25 de enero de 1951. Sin lugar a duda es una de las mujeres más influyentes en el ámbito arqueológico en México. Estudio en la ENAH en 1970. La arqueóloga ha colaborado en excavaciones en Turquía, Egipto, Bolivia e Israel, además de encabezar importantes proyectos en México. Es especialista en la ciudad de Teotihuacán, a la cual describió como una megalópolis del mundo antiguo, gigantesca para su tiempo, muy planificada y excepcional en muchos aspectos, como es su carácter multiétnico y su organización corporativa. La arqueóloga pertenece a la National Academy of Sciences de los Estados Unidos, nombramiento que la convirtió en la primera mujer mexicana en lograrlo. Además, es una de las seis mujeres integrantes de El Colegio Nacional. Por su experiencia ha sido galardonada en múltiples ocasiones, todo debido a su perspectiva interdisciplinaria en su profesión. Como coordinadora de libros colectivos, se ha hecho acreedora a un premio INAH y uno Antonio García Cubas. Ganó el Shanghai Archaeology Forum Research Award en 2015 por su estudio forense de la población prehispánica en el centro de barrio multiétnico de Teopancazco en Teotihuacán.
Eduardo Matos Moctezuma: Nació en Ciudad de México en 1940. Es maestro en Arqueología y Antropología por la Escuela Nacional de Antropología e Historia y la UNAM respectivamente. Dirigió la Escuela Nacional de Antropología e Historia, donde fundó la maestría en arqueología. Es profesor-investigador emérito del Instituto Nacional de Antropología e Historia, miembro de El Colegio Nacional, miembro del Instituto Arqueológico Alemán, la Society of Antiquaries of London, miembro del Seminario de Cultura Mexicana, miembro de número de las academias mexicanas de la Lengua y de la Historia, así como doctor honoris causa por la UNAM, la Universidad de Colima y la Universidad de Colorado. Uno de sus mayores aportes fue la creación del Proyecto del Templo Mayor en 1978-1982, para iniciar la exploración del recinto sagrado de Tenochtitlan en el centro histórico de la Ciudad de México. También fungió como director de los museos Nacional de Antropología y del Templo Mayor, en las décadas de 1980 y 1990. Se hizo acreedor al Premio Nacional de Ciencias y Artes.
Margarita Nolasco Armas: Nació en Orizaba el 20 de noviembre de 1932. Murió en Ciudad de México el 23 de septiembre de 2008. Etnóloga por la Escuela Nacional de Antropología e Historia (ENAH). Maestra y Doctora en Antropología (UNAM). Profesora en la Escuela Normal Superior. Investigadora y jefa del Departamento de Investigación (INAH,1961-). Investigadora visitante del Colegio de México (1975-79). Jefa de Proyecto del Centro de Ecodesarrollo (1976-). Coordinadora de Ciencias Sociales del Instituto de Investigación e Integración Social de Oaxaca (1969-75). Colaboradora en libros de texto gratuito. Montó las secciones de Etnología e Historia Colonial del Museo de Antropología de Culiacán. Investigadora de Urbanización y Desarrollo Regional. Presidenta del Colegio de Etnólogos y Antropólogos Sociales (1982-84). Tuvo dos grandes temas de interés: la migración y la etnografía. Sus trabajos abarcaron la problemática de los pueblos indígenas, las fronteras políticas y los derechos humanos. De manera especial estudió la frontera sur de México, donde analizó detenidamente el proceso de refugiados guatemaltecos, los movimientos indígenas y el levantamiento zapatista de 1994. Falleció en septiembre de 2008. De manera póstuma, se hizo acreedora al Premio Nacional de Ciencias y Artes.
Román Piña Chan: Nació en la ciudad de Campeche el 29 de febrero de 1920. Antropólogo y Arqueólogo, hijo de Francisco Piña y Tranquilina Chan. Ingresó a la Escuela Nacional de Antropología e Historia en 1944. En 1945 se especializó en Antropología Física, posteriormente en 1949 continuó con el posgrado de Arqueología, del que se graduó en 1951. En su ejercicio profesional fue Subdirector y Director de la Dirección de Monumentos Prehispánicos del Instituto Nacional de Antropología  e Historia, Consejero de Arqueología en el Museo Nacional de Antropología, Director del Centro Regional México Michoacán, Profesor de la Escuela Nacional de Antropología e Historia y catedrático de la División de Doctorado en Antropología en la Universidad Nacional Autónoma de México. Durante su brillante trayectoria académica ha recibido numerosos diplomas y distinciones, destacando el premio Joaquín Baranda que le confirió su Estado natal en 1963, y la medalla Justo Sierra Méndez el 26 de enero de 1985. Se hizo acreedor al Premio Nacional de Ciencias y Artes. Falleció el 10 de abril de 2001.
Javier Romero Molina Nació en la Ciudad de México, 14 de octubre de 1910 y falleció el 10 de febrero de 1986, fue un antropólogo físico y servidor público mexicano. Fue Jefe del Departamento de Antropología Física del Museo Nacional de Antropología, Director de la Escuela Nacional de Antropología e Historia y miembro fundacional del Instituto Nacional de Antropología e Historia en el cual dirigió el Departamento de Investigaciones Antropológicas.
Rodolfo Stavenhagen: Nació en Fráncfort, Alemania, 1932, y falleció en la Ciudad de México, 5 de noviembre de 2016. fue un antropólogo y sociólogo, defensor de los derechos humanos de los pueblos indígenas. Se destacó como docente e investigador de ciencias sociales y relator especial de la ONU. En 1997 fue galardonado con el Premio Nacional de Ciencias y Artes en México, Fue profesor e investigador en El Colegio de México, en dicha institución también fungió como el primer director del Centro de Estudios Sociológicos y como coordinador general académico.5 Formó parte del Sistema Nacional de Investigadores, nivel III. Fue docente también en la Universidad Nacional Autónoma de México. Fue profesor invitado en la Universidad de Harvard y en la Universidad de Stanford en los Estados Unidos. También lo fue de la Universidad de París, Francia, de la Universidad de Ginebra, Suiza, y de la Pontificia Universidad Católica de Río de Janeiro, en Brasil. Fue también presidente de la Facultad Latinoamericana de Ciencias Sociales (FLACSO); miembro del Comité Directivo del Consejo Latinoamericano de Ciencias Sociales' (CLACSO); miembro del Consejo Consultivo de la Universidad de las Naciones Unidas y miembro del Consejo Directivo del Social Science Research Council de los Estados Unidos de América.
Arturo Warman Gryj: Nació en Ciudad de México el 9 de septiembre de 1937. Ingresó a la carrera de Etnología en 1961 y obtuvo el grado de Maestro en Ciencias Antropológicas de la Escuela Nacional de Antropología e Historia y la Universidad Nacional Autónoma de México, respectivamente. Su tesis La danza de moros y cristianos, un estudio de aculturación fue presentada en 1968 en el aula fray Bernardino de Sahagún de la ENAH, ubicada en el Museo Nacional de Antropología y fue merecedora de la distinción magna cum laude, honor poco frecuente por aquellos años. Siempre trató de aplicar su conocimiento al servicio público, por lo que se dedicó principalmente al desarrollo social y rural de la entidad campesina y los pueblos indígenas, defendiendo sus ideales y proponiendo proyectos políticos que los beneficiaran. Fue profesor-investigador en la Universidad Iberoamericana hasta 1976 y posteriormente en la Universidad Autónoma Metropolitana, unidad Iztapalapa desde 1977. En 1988, cuando el presidente Carlos Salinas de Gortari lo nombró director general del Instituto Nacional Indigenista, participó en las reformas constitucionales a los artículos 4 y 27. Warman fue fundador de Nexos, una empresa cultural constituida como asociación civil que en 1977 emprendió un numeroso grupo de intelectuales (investigadores, periodistas y escritores mexicanos), encaminada a crear un nuevo medio de expresión crítica.
Falleció en octubre de 2003.